# Zigeunerweisen
Les Zigeunerweisen (Airs bohémiens) op. 20 est une œuvre pour violon et orchestre écrite en 1878 par le compositeur espagnol Pablo de Sarasate. La version originale était pour violon et piano et a été créée la même année à Leipzig, en Allemagne. L'œuvre est basée sur des thèmes populaires roumains et hongrois et dans la dernière section. Les rythmes sont ceux des csárdás. Cette section réutilise un thème de la Rhapsodie hongroise no 13 de Franz Liszt, composée en 1847.
C'est l'une des œuvres les plus populaires de Sarasate et une des pièces favorites chez les virtuoses du violon. Elle a été enregistrée par un grand nombre de violonistes depuis l'enregistrement fait par Sarasate lui-même en 1904.
Elle a fourni le titre et une bonne partie de la bande originale du film de 1980 Zigeunerweisen de Seijun Suzuki.

## Historique de l'œuvre
Les musicologues pensent que les Airs bohémiens ont été conçus lors de la visite de Sarasate à Budapest au printemps de 1877. La version pour violon et piano a été publiée au début de 1878 à Leipzig chez B. Senff. La version orchestrale (concertante) a été écrite en 1881.
Le violoniste a rencontré Franz Liszt, présent lors des concerts de son confrère. Selon son propre aveu, le compositeur hongrois a entendu des chansons folkloriques et des danses tziganes. Comme beaucoup de ses contemporains, Sarasate ne fait aucune distinction entre la musique populaire hongroise et la musique tzigane. Cela est généralement expliqué par le fait que la musique folklorique hongroise est souvent interprétée par des ensembles tziganes.

## Structure
Les Zigeunerweisen sont en un seul mouvement, mais peuvent être divisés en quatre sections, les trois premières en ut mineur et la dernière en la mineur, sur la base des tempi:
- Moderato - Une introduction par l'orchestre, virtuose, imposante, avec une lenteur énergique et majestueuse, puis un peu adoucie par le violon lui-même.
- Lento - Le violon joue un  4/4 lent et lugubre. Cette section a la forme d'une improvisation. La mélodie, qui consiste essentiellement en des paires de phrases musicales de 4 mesures, est ponctuée de passages difficiles et d'autres figures techniquement exigeantes comme le spiccato et le ricochet.
- Un poco più lento - Le soliste joue en sourdine une mélodie mélancolique à 2/4.
- Allegro molto vivace - À ce moment, la pièce devient extrêmement rapide (2/4). La partie solo difficile se compose principalement de spiccatos, double cordes, notes harmoniques et de pizzicato de la main gauche.

L'œuvre dure environ 10 minutes.

## Orchestration
| Instrumentation de Zigeunerweisen                                                   |
| Cordes                                                                              |
| 1 violon solo, premiers violons, seconds violons, altos, violoncelles, contrebasses |
| Bois                                                                                |
| 2 flûtes 2 hautbois, 2 clarinettes en si bémol, 2 bassons                           |
| Cuivres                                                                             |
| 2 cors en fa, 2 trompettes en fa                                                    |
| Percussions                                                                         |
| timbales en ut et sol, triangle                                                     |

## Principaux enregistrements
Liste non exhaustive en raison de la difficulté à trouver des enregistrements d'Europe de l'Est.
- 1904 : Pablo de Sarasate

- "Sarasate" par Edvin Csüry (violon) et Béla Simon (piano), label Hugaroton classic, Digital stéréo HCD 32188

- "Sarasate" par Charles Castleman, label Music&Arts,
- "Ballo Ongaro" par Viktoria Herencsar, label Hugaroton classic, Digital stéréo 31799
- "Heartbreak" par Elissa Lee Kolijonen (violon) et Robert Koenig (piano), label Dorian Recording
- "Violino Virtuoso" par Iona Brown, Graf Murzha et Dimitry Sitkovetsky, label Hänssler classic
- "Fantasies" par Arabella Steinbacher (violon) avec l'Orchestre philharmonique de Monte-Carlo sous la direction de Lawrence Foster
- "Inspirations and Dreams" par Luiza Borac (piano), label Hänssler classic
- "Libesfreud und Liebesleid" par Michael Hell (violoncelle) et Micaela Gellius (piano), arrangement W. Thomas-Mifune), label Hänssler classic
- "Gems of violin music" par Vilmos Szabadi (violon) et Marta Gulyas (piano), label Hugaroton classic, Digital stéréo HCD 31931
- "Portrait" par Christine-Maria Höller (violon) et Luca Monti (piano), label Gramola
- "Origin" par Gwendolyn Maskin (violon), Dorottya Ilosfai (violon), Priyanka Ravanelli (violon), Léa Valentin (violon) et Martin Moriarty (violon)
- "The Concertmasters" par Mila Georgieva (violon), et le Classic FM Radio Orchestra sous la direction de Martin Panteleev, label Gega, GD 283
- "Stars of the Moscow chamber orchestra" par Ripsime Airapetyants (violon) sous la direction de Constantine Dreblian
- "The Butterfly Lovers" par Lu Siqing (violon) et le Taipei Chinese Orchestra sous la direction de Chung Yiu-Kwong, label Bis
- "Violin showcase" par Matthieu Arama (violon) et Aurélien Pontier (piano), label Brillant classics
- "Sarasate" par Tianwa Yang (violon) et le Navarre Symphony Orchestra sous la direction d'Ernest Martinez Izquierdo, label Naxos
- "Lalo, Sarasate, Ravel, Saint-Saëns" par Marat Bisengaliev (violon) et le Polish National Radio Symphony Orchestra sous la direction de Johannes Wildner, Label Naxos, DDD 8.550494
- "Airs bohémiens et Concerto de Paganini " par Itzhak Perlman (violon) et les Orchestres : de Paris et l'Orchestre Symphonique de Pittsburg sous la direction d'André Prévin et le Royal Philharmonic Orchestra sous la direction de Lawrence Foster, label La voix de son maître (Emi) - Warner Classics
- "Wieniawski - Sarasate" par Gil Shaham (violon) et le London Symphony Orchestra sous la direction de Lawrence Foster, Label Deutsche Grammophon, stéréo 431 815-2
- "Sarasate, Paganini" par Ion Voicu (violon) et le Dresdner Philharmoniker sous la direction de Heinz Bongartz, label Eterna
- "Oeuvres complètes pour violon et piano de Sarasate" par Tianwa Yang (violon) et Markus Hadulla (piano), 4 CDs, label Naxos
- "Zigeunerweisen" par Jean-Jacques Kantorow (violon) et le New Japan Philharmonic sous la direction de Michi Inoue, label Pom, stéréo C37-7005
- "Références" par Jascha Heifetz (violon) et le London Philharmonic Orchestra sous la direction de John Barbirolli, label Emi classics
- 2013 : "Sarasate" par Julia Fischer (violon) et Milana Chernyavska (piano), label Decca
- "Lalo, Sarasate et Bruch" par Renaud Capuçon (violon) et l'Orchestre de Paris sous la direction de Paavo Järvi, label Erato.